# Big K.R.I.T.
Justin Lewis Scott (Mississipi, 26 de agosto de 1986), conhecido artisticamente como Big K.R.I.T.,´e um rapper e produtor musical norte-americano.